# Нагая (принц)
Принц Нагая (684 — март 729) — член императорского дома Японии периода Нара, внук императора Тэмму. Занимал пост правого министра (с 721 года) и левого министра (с 724), возглавлял оппозицию роду Фудзивара. Совершил самоубийство по приказу императора Сёму.

## Биография
Принц Нагая родился в 684 году в семье принца Таканти и принцессы Минабэ. Он был внуком императоров Тэмму и Тэндзи, был женат на принцессе Киби, дочери императрицы Гэммэй, и благодаря своим родственным связям пользовался большим влиянием. В 721 году, когда умер Фудзивара-но Фухито, принц стал правым министром, а в 724 году занял ещё более высокий пост левого министра. Его возвышение означало усиление позиций императорского дома после долгого периода, когда реальная власть принадлежала Фудзиваре и представителям других аристократических родов.
По-видимому, Нагая пытался опереться на буддизм и буддийское духовенство. Именно так многие исследователи трактуют похвалы монахам, которые часто встречаются в официальных документах того периода, запрет на содержание охотничьих соколов (он мог быть связан с буддийским запретом убивать животных), приказ изготовить 177 статуй бодхисаттвы Каннон и переписать столько же раз посвящённую ей сутру в связи с болезнью наследника престола.
Когда наследник императора Сёму умер от болезни (728 год), у сыновей принца Нагая появился шанс занять престол. Тогда сыновья Фудзивара-но Фухито решили устранить конкурента: подосланные ими двое мелких чиновников заявили, будто Нагая занимается ворожбой и планирует государственный переворот. Сёму поверил доносчикам и приказал Фудзивара-но Умакаи окружить усадьбу принца. Нагая убил детей и совершил самоубийство вместе с женой.